# 正長石
正长石（英語：Orthoclase)，是钾长石（KAlSi3O8）的亚稳相变体，是不可溶性钾盐矿物。其理论成分为：SiO2（64.7%）、Al2O3（18.4%）、K2O（16.9%）。钾长石结构态为低正长石，其次为中正长石，少数为中微斜长石。

## 性质
钾长石一般呈肉红色、黄白色、呈白色或灰色，晶体常呈短柱状或厚板状，有玻璃光泽，比重为2.56，莫氏硬度为6，熔点1290℃。

## 种类

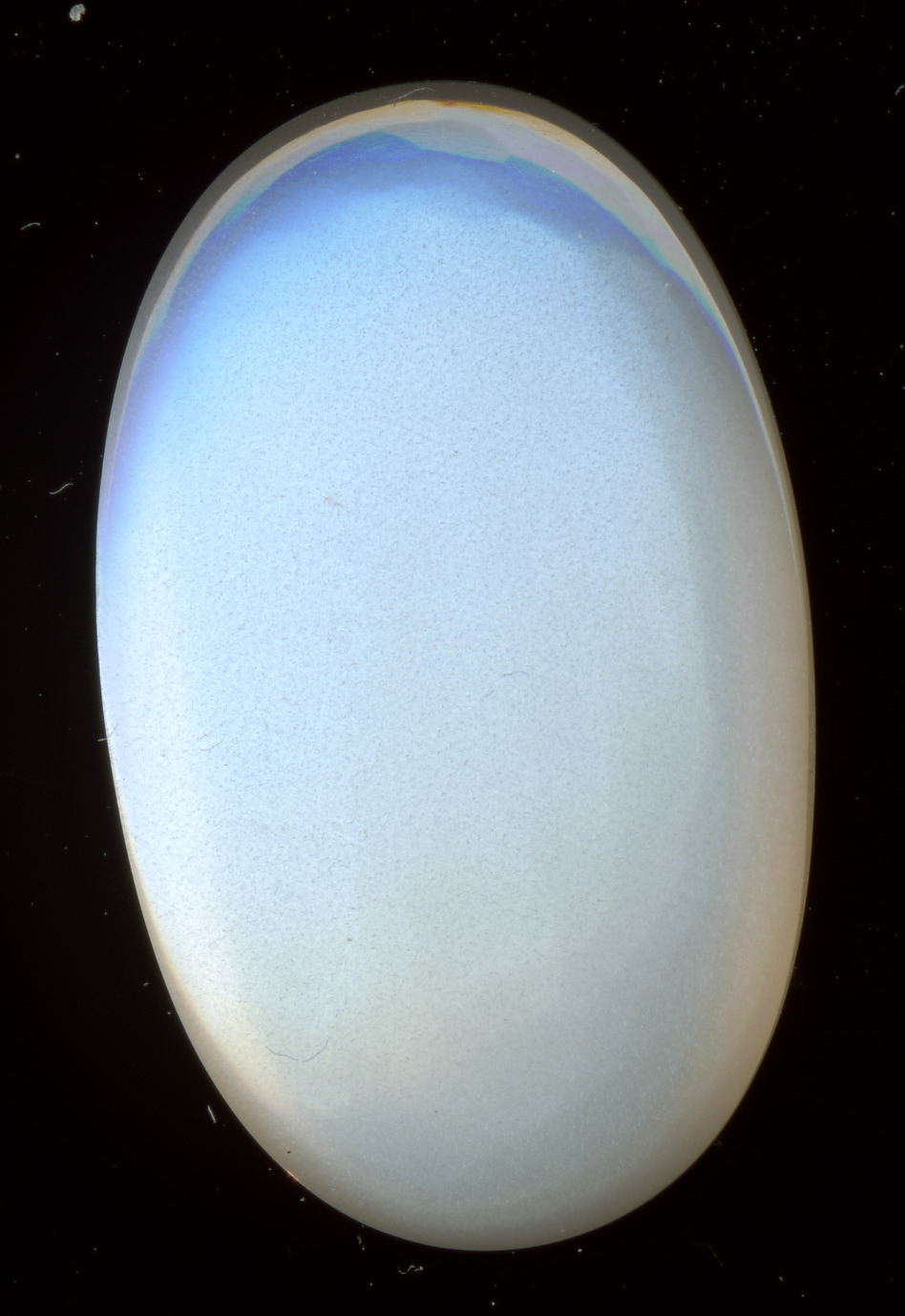
月光石，产地斯里兰卡

正长石有两个同质多象变种：透长石（Sanidine）和微斜长石（Microcline）。前者是正长石的高温变种，与正长石一样，亦属单斜晶系，后者则属三斜晶系。
月光石是正长石的一种，具有类似月光的青白光彩。如果月光石同时具有猫眼效应，就称为月光石猫眼。

## 分布
钾长石矿是含钾量较高、分布最广、储量最大的非水溶性钾资源，多产自岩浆岩或变质岩。如花岗岩、正长岩、霞石正长岩、麻岩、片岩、流纹岩，有时也可在沉积岩中看到。正长石变质后，可能成为高岭石、绢云母、沸石等矿物。

## 应用
正长石是陶瓷业和玻璃业的主要原料，其中玻璃工业约占总用量的50～60%，陶瓷工业的用量占30%。此外正长石矿物也可用于制取钾肥。品質较好的钾长石用于制造电视显像玻壳等。